# Festival de Aviñón

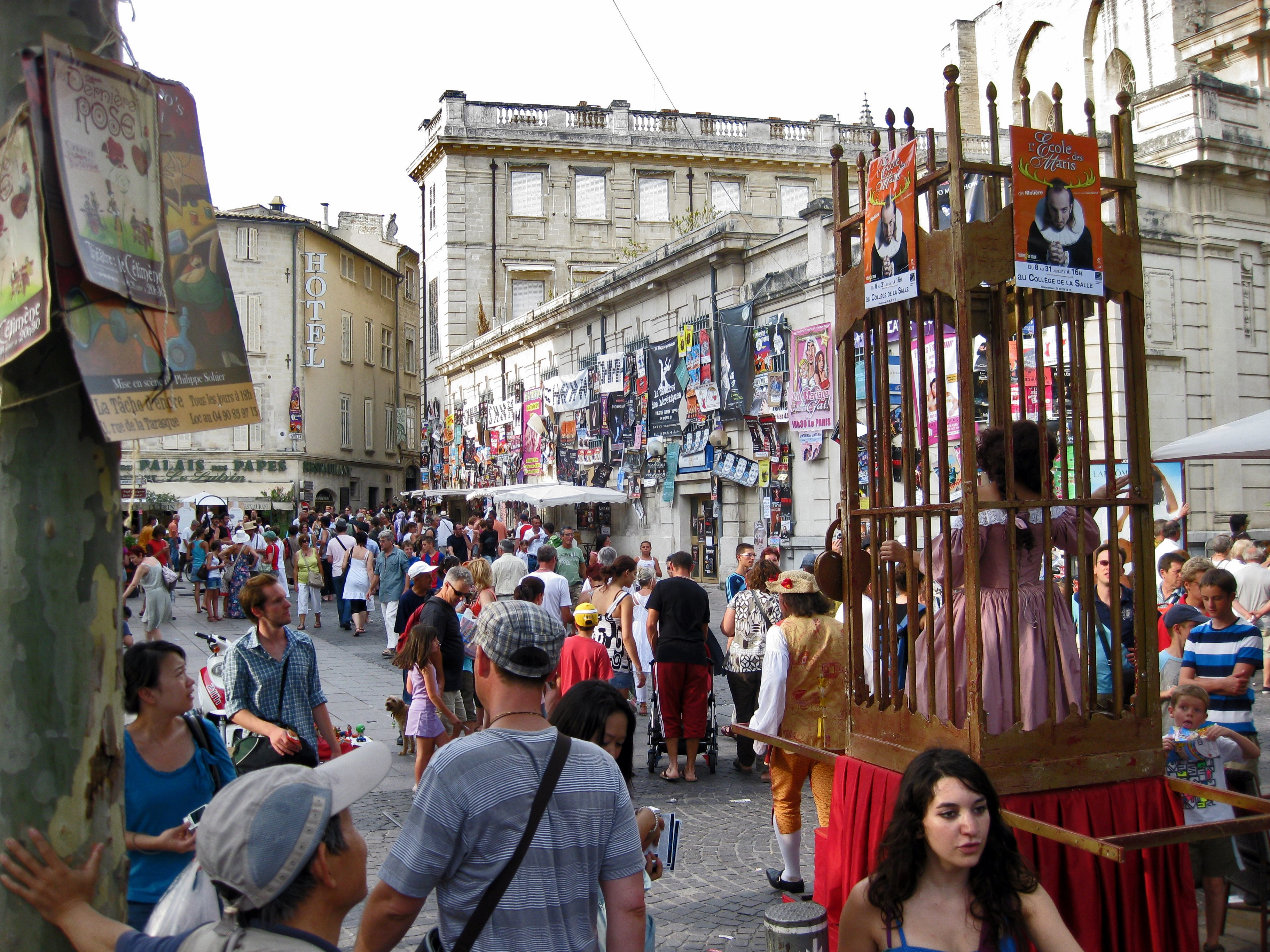
Calle de Aviñón en las fiestas del 14 de julio de 2010, durante el festival.

El Festival de Aviñón (que inició su andadura como Festival de Teatro de Aviñón) es un festival de artes escénicas que fue fundado por Jean Vilar en 1947 en Aviñón, considerado como el más antiguo y célebre de Francia y uno de los de mayor tradición y raigambre en Europa, cuyas representaciones tienen lugar en julio de cada año.

## Historia
Hasta 1964 el festival se realizaba en un solo espacio, en La Cour d'Honneur del Palacio Papal de Aviñón. En el arranque de los primeros años, destacó por romper con la tradición de los festivales franceses que tenían como único referente París donde el repertorio de obras representadas era clásico, nada abierto al teatro contemporáneo. El Festival de Aviñón incentivó montajes de nuevos autores, dentro de la ortodoxia de su fundador, Vilar, con escasos recursos escénicos y dirigido mayoritariamente a un público joven. El éxito permitió que otros directores teatrales se animasen a desarrollar por toda Francia experiencias parecidas: Jean Dasté en Saint-Étienne, Maurice Sarrazin en Toulouse, Hubert Gignoux en Rennes y André Clavé en Estrasburgo, lo que dinamizará la producción teatral francesa.
El nombramiento de Vilar como director del Teatro Nacional Popular, y dado que en Aviñón no se había creado una escuela de arte dramático, hizo que muchos actores se formasen indistintamente yendo de uno a otro, lo que produjo una suerte de combinación que acentuaba la descentralización iniciada en 1947 y favorecía la formación.
A partir de 1963 el festival se abre a nuevas artes escénicas. Vilar no deseaba que se adormeciera el proyecto conforme pasaba el tiempo, así que tras renunciar a otros puestos, se ocupó casi en exclusiva del Festival de Aviñón: danza, cine y música encontraron un hueco también. Mayo del 68 representará también un impacto decisivo en la transformación del festival, en donde no dejarán de existir enfrentamientos entre Vilar y los estudiantes. Cuando fallece Vilar, le sustituye su adjunto, Paul Puaux.
Puaux continuó la obra de Vilar, ampliando los escenarios en la ciudad, en parte movido por la demanda del público, actores y directores de los espectáculos, en parte por el éxito que exigía contar con más espacios. Así se ocupan antiguos lugares religiosos como claustros y capillas. Es la década de 1970, que coincide con la aparición de festivales alternativos en la misma ciudad de grupos que, al calor de la fama del oficial, tratan de buscar un hueco en la escena francesa.
A partir de la década de 1980, a Puaux le sucede Bernard Faivre d'Arcier, y a este, en 1985, Alain Crombecque. Convierten en más rentable los eventos del festival al tiempo que el Ministerio de Cultura lo integra dentro de su programa, debiendo hacer frente a una de las consecuencias del éxito: la instalación definitiva en La Cour d'Honneur del Théâtre du Soleil de Ariane Mnouchkine, lo que obliga a remodelar los espacios de representación.
A Faivre d'Arcier le suceden en 2003 Vincent Baudriller y Hortense Archambault. Aunque con una proyección internacional y cultural no prevista inicialmente, se sigue correspondiendo en la actualidad con el deseo de su fundador: ser un «teatro de vocación ciudadana».
Por otro lado, deciden asociar a la programación de cada edición del festival un artista destacado que aporte cada año una mirada distinta a las artes escénicas y a la creación. Los artistas asociados del festival han sido el director de la Schaubühne de Berlín, Thomas Ostermeier, el artista plástico belga Jan Fabre, el coreógrafo húngaro Joseph Nadj, el director y artista italiano Romeo Castellucci, el escritor y director libanés-canadiense Wajdi Mouawad, o el director suizo Christoph Marthaler, entre otros.
Desde septiembre de 2013 el nuevo director del Festival es el director de escena y dramaturgo Olivier Py, primer artista en dirigirlo desde la dirección de Jean Vilar.

## Lugares de representación

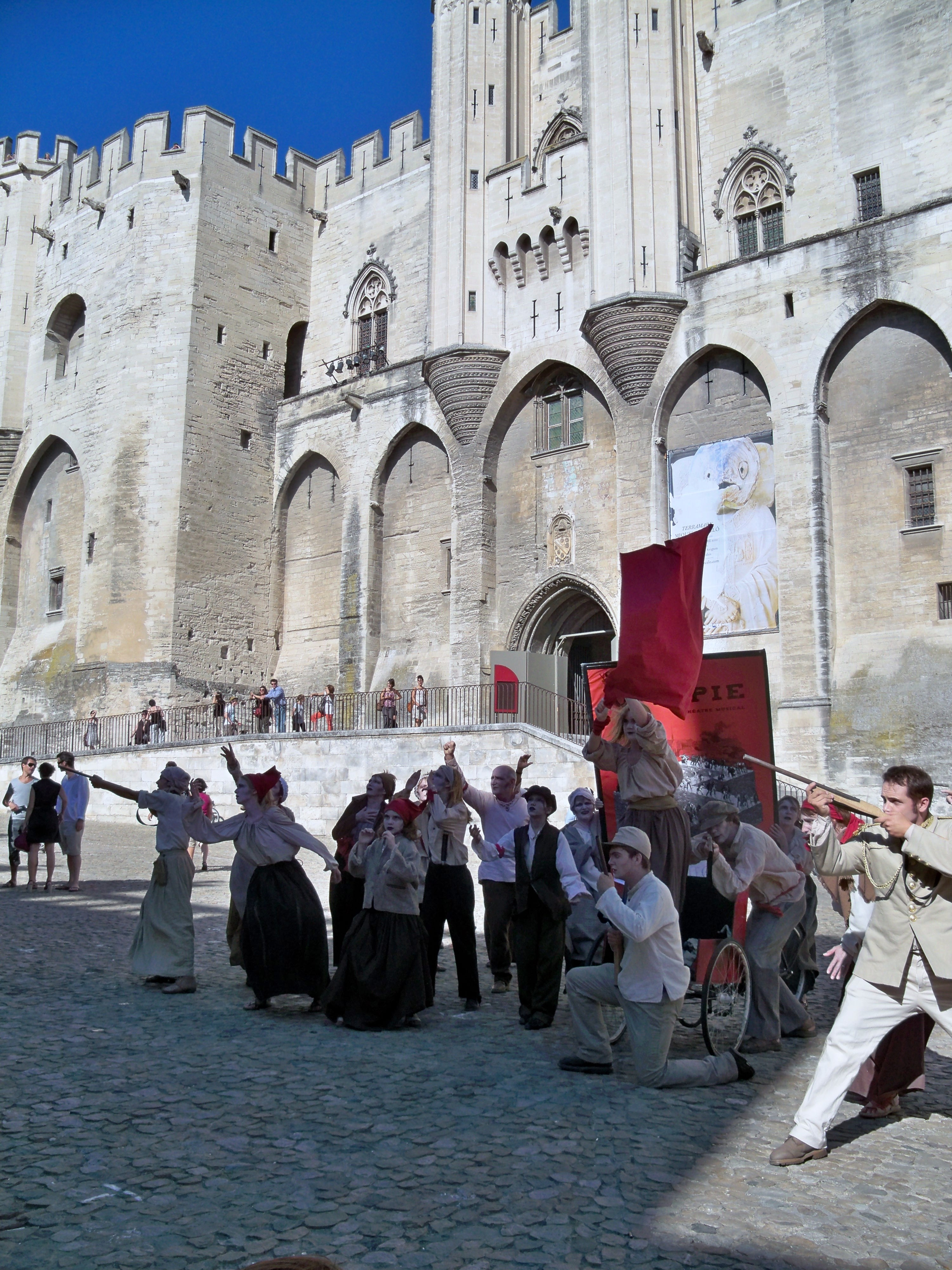
Espectáculo callejo delante de la entrada del Palacio Papal en 2010, por la compañía Utopia.

Desde la década de 1960, los espacios en los que se representan los espectáculos del Festival se han ido diversificando y multiplicando hasta alcanzar el extrarradio de la ciudad. En 2013 suman un total de 15 lugares que, si bien algunos son salas de teatro, aprovechan en su mayoría espacios no convencionales como varios claustros de conventos, gimnasios de institutos, jardines, museos y hasta una antigua cantera abandonada a 15 km de la ciudad, la Carrière de Boulbon, que se utilizó por primera vez en 1985 para las representaciones del Mahábharata de Peter Brook.
En 2013, el Festival de Aviñón inauguró La FabricA, un lugar de nueva construcción que ofrece a lo largo del año residencias a las compañías teatrales que preparen espectáculos para la próxima edición del Festival. En verano, se convierte en un lugar de representación para producciones que requieran un alto nivel tecnológico. Su escenario tiene las mismas dimensiones que el escenario del patio del Palacio Papal.